# 1644
Năm 1644 (số La Mã: MDCXLIV) là một năm nhuận bắt đầu từ ngày thứ Sáu trong lịch Gregory (hoặc một năm nhuận bắt đầu từ ngày thứ hai của lịch Julius chậm hơn 10 ngày).

## Sự kiện

### Tháng 1
- Lý Tự Thành xưng đế tại Tây An.

### Tháng 2
- Lý Tự Thành kiến lập Đại Thuận Quốc, lấy niên hiệu Vĩnh Xương.

### Tháng 4
- Ngày 25: Lý Tự Thành đánh chiếm Bắc Kinh, Sùng Trinh hoàng đế tự sát tại Môi Sơn.

### Tháng 5
- Ngày 15: Phúc Vương Chu Do Tùng xưng đế tại Nam Kinh, hiệu Hoằng Quang đế.
- Ngày 18: Lý Tự Thành, Lưu Tôn Mẫn tấn công Sơn Hải Quan.
- Ngày 27: Ngô Tam Quế đầu hàng quân Thanh, dẫn quân Thanh vào Sơn Hải Quan.

### Tháng 6
- Ngày 4: Lý Tự Thành rút quân khỏi Bắc Kinh.
- Ngày 5: Đa Nhĩ Cổn dẫn quân Thanh đánh chiếm Bắc Kinh.

### Tháng 9
- Ngày 28: Hải đội Hiệp sĩ Malta tấn công và bắt giữ tàu Ottoman, nguyên cớ trực tiếp dẫn đến Chiến tranh Crete (1645–1669).[1]

### Tháng 10
- Ngày 6: Trương Hiến Trung xưng đế tại Thành Đô kiến lập Đại Tây Quốc.
- Ngày 30: Thuận Trị đế định đô tại Bắc Kinh.

## Sinh
- 10 tháng 1 - Louis François, duc de Boufflers, người Pháp (mất 1711)
- 18 tháng 1 - John Partridge, nhà chiêm tinh người Anh (mất 1708)
- 7 tháng 4 - François de Neufville, duc de Villeroi, người lính Pháp (mất 1730)
- 16 tháng 6 - Henrietta Anne Stuart, Công chúa của Scotland, Anh và Ireland (mất 1670)
- 6 tháng 8 - Louise de la Vallière, tình nhân của Louis XIV của Pháp (mất 1710)
- 12 tháng 8 - Heinrich Ignaz Biber, nhà soạn nhạc, nghệ sĩ vĩ cầm Bohemia (mất 1704)
- 25 tháng 9 - Ole Römer, nhà thiên văn học Đan Mạch (mất 1710)
- 1 tháng 10 - Alessandro Stradella, nhà soạn nhạc người Ý (mất 1682)
- 2 tháng 10 - François-Timoléon de Choisy, nhà văn người Pháp (mất 1724)
- 14 tháng 10 - William Penn, người sáng lập Pennsylvania (mất 1718)
- Ngày chưa biết:
  - Antonio Stradivari, nhà sản xuất violin Ý (mất 1737)
  - Matsuo Bashō, nhà thơ Nhật Bản (mất 1694)

## Mất
- Sùng Trinh, vị vua cuối cùng của nhà Minh ở Trung Quốc (sinh 1611)